# Liste der Fahnenträger der Olympischen Winterspiele 2002
Die Liste der Fahnenträger der Olympischen Spiele 2002 führt die Fahnenträger sowohl der Eröffnungsfeier am 8. Februar als auch der Schlussfeier am 24. Februar auf.
Beim Einmarsch der Nationen zogen Athleten von 77 der 78 teilnehmenden Länder ins Rice-Eccles Olympic Stadium ein. Costa Rica nahm nicht am Einmarsch teil. Bei der Eröffnungsfeier wurden die einzelnen Teams von einem Fahnenträger aus den Reihen ihrer Sportler oder Offiziellen angeführt, der entweder von ihrem jeweiligen Nationalen Olympischen Komitee (NOK) oder von den Athleten selbst bestimmt wurde. Bei der Schlussfeier gingen die Fahnenträger separat vor allen anderen Athleten, die ein gemeinsames Feld bildeten, ohne zwischen den Nationalitäten zu unterscheiden. Da der puerto-ricanische Athlet Michael Gonzales die Regeln des Comité Olímpico de Puerto Rico zur Teilnahme nicht erfüllte, entzogen die Verantwortlichen die Anerkennung des Wintersportverbandes von Puerto Rico, wodurch Puerto Rico nicht bei den Spielen startete und deshalb auch nicht an der Abschlussfeier teilnahm.

## Reihenfolge
Der griechischen Mannschaft wurde traditionell der Platz an vorderster Stelle gewährt, ein Sonderstatus, der aus der Ausrichtung der antiken und ersten Spiele der Moderne in Griechenland herrührt. Die Gastgebernation der Vereinigten Staaten von Amerika marschierte als letzte Nation ein. Die Athleten der anderen Länder betraten das Stadion in alphabetischer Reihenfolge in der Sprache der Gastgebernation, in diesem Fall also Englisch. Diese Reihenfolge entspricht sowohl der Tradition als auch den Statuten des Internationalen Olympischen Komitees (IOK).

## Liste der Fahnenträger
Nachfolgend führt eine Liste die Fahnenträger der Eröffnungs- und Schlussfeier aller teilnehmenden Nationen auf, sortiert nach der Abfolge ihres Einmarsches. Die Liste ist zudem sortierbar nach ihrem Staatsnamen, nach Mannschaftskürzel, nach Anzahl der Athleten, nach dem Nachnamen des Fahnenträgers und dessen Sportart.

### Nach Nationen
| #   | Nationalmannschaft           | Kürzel | Athleten | Eröffnungsfeier         | Eröffnungsfeier       | Schlussfeier                       | Schlussfeier     |
| #   | Nationalmannschaft           | Kürzel | Athleten | Fahnenträger            | Sportart              | Fahnenträger                       | Sportart         |
| --- | ---------------------------- | ------ | -------- | ----------------------- | --------------------- | ---------------------------------- | ---------------- |
| 1   | Griechenland                 | GRE    | 10       | Lefteris Fafalis        | Skilanglauf           | Vasilios Dimitriadis               | Ski Alpin        |
| 2   | Andorra                      | AND    | 3        | Víctor Gómez            | Ski Alpin             | Víctor Gómez                       | Ski Alpin        |
| 3   | Argentinien                  | ARG    | 11       | Cristian Birkner        | Ski Alpin             | Rubén González                     | Rennrodeln       |
| 4   | Armenien                     | ARM    | 9        | Arsen Harutjunjan       | Ski Alpin             | Vanesa Rakedzhyan                  | Eiskunstlauf     |
| 5   | Australien                   | AUS    | 27       | Adrian Costa            | Freestyle-Skiing      | Steven Bradbury                    | Shorttrack       |
| 6   | Österreich                   | AUT    | 90       | Angelika Neuner         | Rennrodeln            | Martin Rettl                       | Skeleton         |
| 7   | Aserbaidschan                | AZE    | 4        | Sergey Rylov            | Eiskunstlauf          | Elbrus Isakov                      | Ski Alpin        |
| 8   | Belarus                      | BLR    | 64       | Aleh Ryschankou         | Biathlon              | Aljaksej Hryschyn                  | Freestyle-Skiing |
| 9   | Belgien                      | BEL    | 6        | Simon Van Vossel        | Shorttrack            | Wim De Deyne                       | Shorttrack       |
| 10  | Bermuda                      | BER    | 1        | Patrick Singleton       | Rennrodeln            | Patrick Singleton                  | Rennrodeln       |
| 11  | Bosnien und Herzegowina      | BIH    | 2        | Enis Bećirbegović       | Ski Alpin             | Enis Bećirbegović                  | Ski Alpin        |
| 12  | Brasilien                    | BRA    | 10       | Mirella Arnhold         | Ski Alpin             | Renato Mizoguchi                   | Rennrodeln       |
| 13  | Bulgarien                    | BUL    | 23       | Stefan Georgiew         | Ski Alpin             | Ewgenija Radanowa                  | Shorttrack       |
| 14  | Kamerun                      | CMR    | 1        | Isaac Menyoli           | Skilanglauf           | Volunteer                          | Volunteer        |
| 15  | Kanada                       | CAN    | 150      | Catriona LeMay Doan     | Eisschnelllauf        | Jamie Salé & David Pelletier       | Eiskunstlauf     |
| 16  | Chile                        | CHI    | 6        | Anita Irarrazábal       | Ski Alpin             | Carlos Pisani                      | Offizieller      |
| 17  | Volksrepublik China          | CHN    | 66       | Zhang Min               | Eiskunstlauf          | Han Dawei                          | Skilanglauf      |
| (–) | Costa Rica                   | CRC    | 1        | Kein Einmarsch          | Kein Einmarsch        | Arturo Kinch                       | Skilanglauf      |
| 18  | Kroatien                     | CRO    | 14       | Janica Kostelić         | Ski Alpin             | Ivan Šola                          | Bob              |
| 19  | Zypern                       | CYP    | 1        | Theodoros Christodoulou | Ski Alpin             | Theodoros Christodoulou            | Ski Alpin        |
| 20  | Tschechien                   | CZE    | 76       | Aleš Valenta            | Freestyle-Skiing      | Aleš Valenta                       | Freestyle-Skiing |
| 21  | Dänemark                     | DEN    | 11       | Ulrik Schmidt           | Curling               | Anja Bolbjerg                      | Curling          |
| 22  | Estland                      | EST    | 17       | Allar Levandi           | Nordische Kombination | Kristina Šmigun                    | Skilanglauf      |
| 23  | Fidschi                      | FIJ    | 1        | Laurence Thoms          | Ski Alpin             | Laurence Thoms                     | Ski Alpin        |
| 24  | Finnland                     | FIN    | 98       | Toni Nieminen           | Skispringen           | Janne Hänninen                     | Eisschnelllauf   |
| 25  | Mazedonien                   | MKD    | 2        | Jana Nikolovska         | Ski Alpin             | Dejan Panovski                     | Ski Alpin        |
| 26  | Frankreich                   | FRA    | 114      | Carole Montillet        | Ski Alpin             | Marina Anissina & Gwendal Peizerat | Eiskunstlauf     |
| 27  | Georgien                     | GEO    | 4        | Sopiko Achmeteli        | Ski Alpin             | Sopiko Achmeteli                   | Ski Alpin        |
| 28  | Deutschland                  | GER    | 157      | Hilde Gerg              | Ski Alpin             | Georg Hackl                        | Rennrodeln       |
| 29  | Großbritannien               | GBR    | 49       | Michael Dixon           | Biathlon              | Rhona Martin                       | Curling          |
| 30  | Hongkong                     | HKG    | 2        | Cordia Tsoi             | Shorttrack            | Cordia Tsoi                        | Shorttrack       |
| 31  | Ungarn                       | HUN    | 25       | Krisztina Egyed         | Eisschnelllauf        | Júlia Sebestyén                    | Eiskunstlauf     |
| 32  | Island                       | ISL    | 6        | Dagný Kristjánsdóttir   | Ski Alpin             | Björgvin Björgvinsson              | Ski Alpin        |
| 33  | Indien                       | IND    | 1        | Shiva Keshavan          | Rennrodeln            |                                    |                  |
| 34  | Iran                         | IRI    | 2        | Bagher Kalhor           | Ski Alpin             |                                    |                  |
| 35  | Irland                       | IRL    | 6        | Tamsen McGarry          | Ski Alpin             |                                    |                  |
| 36  | Israel                       | ISR    | 5        | Galit Chait             | Eiskunstlauf          |                                    |                  |
| 37  | Italien                      | ITA    | 112      | Isolde Kostner          | Ski Alpin             |                                    |                  |
| 38  | Jamaika                      | JAM    | 2        | Winston Watts           | Bob                   |                                    |                  |
| 39  | Japan                        | JPN    | 103      | Eriko Sanmiya           | Eisschnelllauf        |                                    |                  |
| 40  | Kasachstan                   | KAZ    | 50       | Radik Biktschentajew    | Eisschnelllauf        |                                    |                  |
| 41  | Kenia                        | KEN    | 1        | Philip Boit             | Skilanglauf           |                                    |                  |
| 42  | Südkorea                     | KOR    | 48       | Hur Seung-wook          | Ski Alpin             |                                    |                  |
| 43  | Kirgisistan                  | KGZ    | 2        | Dmitri Tschwykow        | Skispringen           |                                    |                  |
| 44  | Lettland                     | LAT    | 47       | Harijs Vītoliņš         | Eishockey             |                                    |                  |
| 45  | Libanon                      | LIB    | 2        | Chirine Njeim           | Ski Alpin             |                                    |                  |
| 46  | Liechtenstein                | LIE    | 8        | Marco Büchel            | Ski Alpin             |                                    |                  |
| 47  | Litauen                      | LTU    | 8        | Ričardas Panavas        | Skilanglauf           |                                    |                  |
| 48  | Mexiko                       | MEX    | 3        | Roberto Tamés           | Bob                   |                                    |                  |
| 49  | Moldau                       | MDA    | 5        | Ion Bucsa               | Skilanglauf           |                                    |                  |
| 50  | Monaco                       | MON    | 5        | Jean-François Calmes    | Bob                   |                                    |                  |
| 51  | Mongolei                     | MGL    | 4        | Jargalyn Erdenetülkhüür | Skilanglauf           |                                    |                  |
| 52  | Nepal                        | NEP    | 1        | Jay Khadka              | Skilanglauf           |                                    |                  |
| 53  | Niederlande                  | NED    | 27       | Nicolien Sauerbreij     | Snowboard             | Gerard van Velde                   | Eisschnelllauf   |
| 54  | Neuseeland                   | NZL    | 10       | Angela Paul             | Rennrodeln            | Claudia Riegler                    | Ski Alpin        |
| 55  | Norwegen                     | NOR    | 77       | Liv Grete Poirée        | Biathlon              | Kjetil André Aamodt                | Ski Alpin        |
| 56  | Polen                        | POL    | 27       | Mariusz Siudek          | Eiskunstlauf          |                                    |                  |
| 57  | Puerto Rico                  | PUR    | 2        | Manuel Repollet         | Bob                   | Kein Einmarsch                     | Kein Einmarsch   |
| 58  | Rumänien                     | ROU    | 21       | Éva Tófalvi             | Biathlon              |                                    |                  |
| 59  | Russland                     | RUS    | 151      | Alexei Prokurorow       | Skilanglauf           |                                    |                  |
| 60  | San Marino                   | SMR    | 1        | Gian Matteo Giordani    | Ski Alpin             |                                    |                  |
| 61  | Slowakei                     | SVK    | 49       | Róbert Petrovický       | Eishockey             |                                    |                  |
| 62  | Slowenien                    | SLO    | 40       | Dejan Košir             | Snowboard             |                                    |                  |
| 63  | Südafrika                    | RSA    | 1        | Alexander Heath         | Ski Alpin             |                                    |                  |
| 64  | Spanien                      | ESP    | 7        | Iker Fernández          | Snowboard             |                                    |                  |
| 65  | Schweden                     | SWE    | 102      | Magdalena Forsberg      | Biathlon              |                                    |                  |
| 66  | Schweiz                      | SUI    | 110      | Gian Simmen             | Snowboard             | Luzia Ebnöther                     | Curling          |
| 67  | Chinesisch Taipeh            | TPE    | 6        | Lin Chui-bin            | Rennrodeln            |                                    |                  |
| 68  | Tadschikistan                | TJK    | 2        | Gafar Mirzoyev          | Offizieller           |                                    |                  |
| 69  | Thailand                     | THA    | 1        | Prawat Nagvajara        | Skilanglauf           |                                    |                  |
| 70  | Trinidad und Tobago          | TRI    | 2        | Georgy Sun              | Bob                   |                                    |                  |
| 71  | Türkei                       | TUR    | 3        | Atakan Alftargil        | Ski Alpin             |                                    |                  |
| 72  | Ukraine                      | UKR    | 68       | Olena Petrowa           | Biathlon              |                                    |                  |
| 73  | Usbekistan                   | UZB    | 6        | Komil Urunbayev         | Ski Alpin             |                                    |                  |
| 74  | Venezuela                    | VEN    | 4        | Iginia Boccalandro      | Rennrodeln            |                                    |                  |
| 75  | Amerikanische Jungferninseln | ISV    | 8        | Dinah Browne            | Rennrodeln            |                                    |                  |
| 76  | BR Jugoslawien               | YUG    | 6        | Jelena Lolović          | Ski Alpin             |                                    |                  |
| 77  | Vereinigte Staaten           | USA    | 202      | Amy Peterson            | Shorttrack            | Brian Shimer                       | Bob              |

### Nach Sportarten
| Sportart              | Eröffnungsfeier | Anzahl | Schlussfeier | Anzahl |
| --------------------- | --- | ------ | --- | ------ |
| Biathlon              | Belarus – Großbritannien – Moldau – Norwegen – Rumänien – Schweden – Ukraine | 7      | – | 0      |
| Bobsport              | Jamaika – Mexiko – Monaco – Puerto Rico – Trinidad und Tobago | 5      | Kroatien – Vereinigte Staaten | 2      |
| Curling               | Dänemark | 1      | Dänemark – Schweiz – Großbritannien | 3      |
| Eishockey             | Lettland – Slowakei | 2      | – | 0      |
| Eiskunstlauf          | Aserbaidschan – Volksrepublik China – Israel – Polen | 4      | Armenien – Frankreich – Kanada – Ungarn | 4      |
| Eisschnelllauf        | Japan – Kanada – Kasachstan – Ungarn | 4      | Niederlande – Finnland | 2      |
| Freestyle-Skiing      | Australien – Tschechien | 2      | Tschechien – Belarus | 2      |
| Nordische Kombination | Estland | 1      | – | 0      |
| Rennrodeln            | Amerikanische Jungferninseln – Bermuda – Chinesisch Taipeh – Indien – Neuseeland – Österreich – Venezuela | 7      | Argentinien – Bermuda – Brasilien – Deutschland | 4      |
| Shorttrack            | Belgien – Hongkong – Vereinigte Staaten | 3      | Andorra – Australien – Belgien – Bulgarien – Griechenland – Hongkong | 6      |
| Skeleton              | – | 0      | Österreich | 1      |
| Ski Alpin             | Andorra – Argentinien – Armenien – Bosnien und Herzegowina – Brasilien – Bulgarien – Chile – Deutschland – Fidschi – Frankreich – Georgien – Iran – Irland – Island – Italien – BR Jugoslawien – Kroatien – Libanon – Liechtenstein – Mazedonien – San Marino – Südafrika – Südkorea – Türkei – Usbekistan – Zypern | 26     | Aserbaidschan – Bosnien und Herzegowina – Georgien – Island – Mazedonien – Neuseeland – Norwegen – Zypern | 8      |
| Skilanglauf           | Griechenland – Kamerun – Kenia – Litauen – Mongolei – Nepal – Russland – Thailand | 8      | Volksrepublik China – Costa Rica – Estland | 3      |
| Skispringen           | Finnland – Kirgisistan | 2      | – | 0      |
| Snowboard             | Niederlande – Schweiz – Slowenien – Spanien | 4      | – | 0      |
| Offizieller           | Tadschikistan | 1      | Chile | 1      |
| Volunteer             | – | 0      | Kamerun | 1      |
| Kein Einmarsch        | Costa Rica | 1      | Puerto Rico | 1      |
| unbekannt             | – | 0      | Amerikanische Jungferninseln – Indien – Iran – Irland – Israel – Italien – Jamaika – Japan – BR Jugoslawien – Kasachstan – Kenia – Kirgisistan – Lettland – Libanon – Liechtenstein – Litauen – Mexiko – Moldau – Monaco – Mongolei – Nepal – Polen – Rumänien – Russland – San Marino – Schweden – Slowakei – Slowenien – Spanien – Südafrika – Südkorea – Tadschikistan – Thailand – Trinidad und Tobago – Türkei – Ukraine – Usbekistan – Venezuela | 38     |